# Mistrovství Evropy ve fotbale hráčů do 19 let 2012
Mistrovství Evropy ve fotbale hráčů do 19 let 2012 se konalo od 3. července do 15. července v Estonsku. Jednalo se o 27. ročník turnaje v této věkové kategorii, kterého se účastní osm týmů. Vítězem se stala reprezentace Španělska, která tak obhájila titul z posledního šampionátu. Turnaje se mohli účastnit hráči narození nejdříve 1. ledna 1993.

## Účastníci
Byla sehrána kvalifikace, které se zúčastnilo 51 reprezentací (Estonsko mělo účast na závěrečném turnaji jistou jako pořadatel). V první fázi bylo 48 týmů rozlosováno do 12 skupin po 4 týmech. Ve skupinách se utkal každý s každým jednokolově na stadionech jednoho z účastníků skupiny jako víkendový turnaj. Vítězové skupin, týmy na druhých místech a nejlepší tým ze žebříčku celků umístivších se na třetích místech postoupili do druhé fáze, do které byla přímo nasazena Anglie, Francie a Španělsko. Ve druhé fázi bylo 28 týmů rozlosováno do 7 skupin po čtyřech. Opět se utkal každý s každým jednokolově na stadionech jednoho z účastníků skupiny jako víkendový turnaj. Všech 7 vítězů skupin postoupilo na závěrečný turnaj.
- Chorvatsko
- Anglie
- Estonsko (hostitel turnaje)
- Francie
- Řecko
- Portugalsko
- Srbsko
- Španělsko

## Pořadatelská města a stadiony
| Město    | Stadion                | Kapacita |
| -------- | ---------------------- | -------- |
| Tallinn  | A. Le Coq Arena        | 9 692    |
| Haapsalu | Haapsalu linnastaadion | 869      |
| Tallinn  | Kadrioru staadion      | 5 000    |
| Rakvere  | Rakvere linnastaadion  | 2 300    |

## Skupinová fáze
| Vysvětlivky                                                 |
| ----------------------------------------------------------- |
| Týmy postupující do semifinále a na MS hráčů do 20 let 2013 |
| Týmy postupující na MS hráčů do 20 let 2013                 |

### Skupina A
| Tým         | Z | V | R | P | VG | IG | +/- | B |
| ----------- | - | - | - | - | -- | -- | --- | - |
| Španělsko   | 3 | 2 | 1 | 0 | 7  | 4  | +3  | 7 |
| Řecko       | 3 | 2 | 0 | 1 | 8  | 5  | +3  | 6 |
| Portugalsko | 3 | 1 | 1 | 1 | 8  | 6  | +2  | 4 |
| Estonsko    | 3 | 0 | 0 | 3 | 1  | 9  | −8  | 0 |

| 3. července 2012 17:30 UTC+3 |        |                    |                                                                        |
| Řecko                        | 1 – 2  | Španělsko          | Haapsalu Stadium, Haapsalu diváci: 1 350 rozhodčí: Vadims Direktorenko |
| Diamantakos 66'              | Report | Jesé 30' Osede 40' | Haapsalu Stadium, Haapsalu diváci: 1 350 rozhodčí: Vadims Direktorenko |

| 3. července 2012 20:45 UTC+3 |        |                                       |                                                                |
| Estonsko                     | 0 – 3  | Portugalsko                           | Lilleküla Stadium, Tallinn diváci: 6 691 rozhodčí: Kenn Hansen |
|                              | Report | Pikk 5' (vl.) Betinho 25' Martins 72' | Lilleküla Stadium, Tallinn diváci: 6 691 rozhodčí: Kenn Hansen |

| 6. července 2012 17:00 UTC+3 |        |                                                  |                                                                          |
| Estonsko                     | 1 – 4  | Řecko                                            | Kadriorg Stadium, Tallinn diváci: 3 345 rozhodčí: Danny Desmond Makkelie |
| Luigend 90'                  | Report | Katidis 43' Fourlanos 55' Diamantakos 85', 90+2' | Kadriorg Stadium, Tallinn diváci: 3 345 rozhodčí: Danny Desmond Makkelie |

| 6. července 2012 20:00 UTC+3                |        |                        |                                                                 |
| Portugalsko                                 | 3 – 3  | Španělsko              | Lilleküla Stadium, Tallinn diváci: 3 780 rozhodčí: Paolo Valeri |
| Bruma 11' Gomes 39' João Mário 90+1' (pen.) | Report | Rodríguez 8', 28', 48' | Lilleküla Stadium, Tallinn diváci: 3 780 rozhodčí: Paolo Valeri |

| 9. července 2012 17:00 UTC+3 |        |          |                                                    |
| Španělsko                    | 2 – 0  | Estonsko | Lilleküla Stadium, Tallinn rozhodčí: Arnold Hunter |
| Suárez 39' Alcácer 86'       | Report |          | Lilleküla Stadium, Tallinn rozhodčí: Arnold Hunter |

| 9. července 2012 17:00 UTC+3 |        |                                 |                                                  |
| Portugalsko                  | 2 – 3  | Řecko                           | Haapsalu Stadium, Haapsalu rozhodčí: Alain Bieri |
| Gomes 19' Betinho 90+6'      | Report | Gianniotas 18' Katidis 42', 69' | Haapsalu Stadium, Haapsalu rozhodčí: Alain Bieri |

### Skupina B
| Tým        | Z | V | R | P | VG | IG | +/- | B |
| ---------- | - | - | - | - | -- | -- | --- | - |
| Anglie     | 3 | 2 | 1 | 0 | 5  | 3  | +2  | 7 |
| Francie    | 3 | 2 | 0 | 1 | 5  | 2  | +3  | 6 |
| Chorvatsko | 3 | 1 | 1 | 1 | 4  | 2  | +2  | 4 |
| Srbsko     | 3 | 0 | 0 | 3 | 1  | 8  | −7  | 0 |

| 3. července 2012 17:30 UTC+3 |        |             |                                                               |
| Anglie                       | 1 – 1  | Chorvatsko  | Kadriorg Stadium, Tallinn diváci: 1 270 rozhodčí: Alain Bieri |
| Chalobah 60'                 | Report | Pavičić 57' | Kadriorg Stadium, Tallinn diváci: 1 270 rozhodčí: Alain Bieri |

| 3. července 2012 18:45 UTC+3 |        |                                       |                                                                |
| Srbsko                       | 0 – 3  | Francie                               | Rakvere Stadium, Rakvere diváci: 1 827 rozhodčí: Arnold Hunter |
|                              | Report | Samnick 17' Pogba 26' (pen.) Vion 32' | Rakvere Stadium, Rakvere diváci: 1 827 rozhodčí: Arnold Hunter |

| 6. července 2012 16:30 UTC+3 |        |            |                                                                        |
| Francie                      | 1 – 0  | Chorvatsko | Haapsalu Stadium, Haapsalu diváci: 1 182 rozhodčí: Vadims Direktorenko |
| Foulquier 79'                | Report |            | Haapsalu Stadium, Haapsalu diváci: 1 182 rozhodčí: Vadims Direktorenko |

| 6. července 2012 17:30 UTC+3 |        |                      |                                                              |
| Srbsko                       | 1 – 2  | Anglie               | Rakvere Stadium, Rakvere diváci: 1 712 rozhodčí: Kenn Hansen |
| Ninković 70'                 | Report | Afobe 6' Redmond 63' | Rakvere Stadium, Rakvere diváci: 1 712 rozhodčí: Kenn Hansen |

| 9. července 2012 20:00 UTC+3  |        |        |                                                 |
| Chorvatsko                    | 3 – 0  | Srbsko | Rakvere Stadium, Rakvere rozhodčí: Paolo Valeri |
| Pavičić 2' Pongračić 49', 57' | Report |        | Rakvere Stadium, Rakvere rozhodčí: Paolo Valeri |

| 9. července 2012 20:00 UTC+3 |        |                        |                                                            |
| Francie                      | 1 – 2  | Anglie                 | Kadriorg Stadium, Tallinn rozhodčí: Danny Desmond Makkelie |
| Veretout 31'                 | Report | Lundstram 16' Kane 39' | Kadriorg Stadium, Tallinn rozhodčí: Danny Desmond Makkelie |

## Vyřazovací fáze

### Pavouk
|  | Semifinále                  | Semifinále |   |  | Finále                      | Finále |  |
|  |                             |            |   |  |                             |        |  |
|  | 12. července 2012 – Tallinn |            |   |  |                             |        |  |
|  | Španělsko                   | 3 (4)      |   |  |                             |        |  |
|  | Francie                     | 3 (2)      |   |  |                             |        |  |
|  |                             |            |   |  |                             |        |  |
|  |                             |            |   |  | 15. července 2012 – Tallinn |        |  |
|  |                             |            |   |  | Španělsko                   | 1      |  |
|  |                             | Řecko      | 0 |  |                             |        |  |
|  |                             |            |   |  |                             |        |  |
|  |                             |            |   |  |                             |        |  |
|  |                             |            |   |  |                             |        |  |
|  | 12. července 2012 – Tallinn |            |   |  |                             |        |  |
|  | Anglie                      | 1          |   |  |                             |        |  |
|  | Řecko                       | 2          |   |  |                             |        |  |

### Semifinále
| 12. července 2012 16:45 UTC+3 |        |                                |                                                                           |
| Anglie                        | 1 - 2  | Řecko                          | Lilleküla Stadium, Tallinn diváci: 3 115 rozhodčí: Danny Desmond Makkelie |
| Afobe 31'                     | Report | Bougaidis 38' Lykogiannis 108' | Lilleküla Stadium, Tallinn diváci: 3 115 rozhodčí: Danny Desmond Makkelie |

| 12. července 2012 20:00 UTC+3  |            |                              |                                                                  |
| Španělsko                      | 3 - 3 (pp) | Francie                      | Lilleküla Stadium, Tallinn diváci: 4 325 rozhodčí: Arnold Hunter |
| Deulofeu 62', 112' Alcácer 78' | Report     | Umtiti 26', 90+1' Pogba 117' | Lilleküla Stadium, Tallinn diváci: 4 325 rozhodčí: Arnold Hunter |

|                                      |     | Penaltový rozstřel          |  |
| Campaña Suárez Jesé Alcácer Deulofeu | 4:2 | Pogba Plea Umtiti Kondogbia |  |

### Finále
| 15. července 2012 21:30 UTC+3 |        |       |                                                                           |
| Španělsko                     | 1 - 0  | Řecko | Lilleküla Stadium, Tallinn diváci: 7 864 rozhodčí: Danny Desmond Makkelie |
| Jesé 80'                      | Report |       | Lilleküla Stadium, Tallinn diváci: 7 864 rozhodčí: Danny Desmond Makkelie |

## Nejlepší střelci
5 gólů
- Jesé Rodríguez

| 3 góly - Dimitris Diamantakos - Giorgos Katidis |

2 góly
| - Benik Afobe - Domagoj Pavičić - Mihael Pongračić | - Paul Pogba - Samuel Umtiti - Betinho | - André Gomes - Paco Alcácer - Gerard Deulofeu |

1 gól
| - Karl-Eerik Luigend - Nathaniel Chalobah - Harry Kane - John Lundstram - Nathan Redmond - Dimitri Foulquier - Richard-Quentin Samnick | - Jordan Veretout - Thibaut Vion - Mavroudis Bougaidis - Spyros Fourlanos - Giannis Gianniotas - Charalambos Lykogiannis | - Bruma - João Mário - Fabio Martins - Nikola Ninković - Derik Osede - Denis Suárez |

1 vlastní gól
- Artur Pikk (zápas proti Portugalsku)